# Cladomyza nivalis
Cladomyza nivalis är en tvåhjärtbladig växtart som först beskrevs av Ridley, och fick sitt nu gällande namn av Danser. Cladomyza nivalis ingår i släktet Cladomyza och familjen Amphorogynaceae. Inga underarter finns listade i Catalogue of Life.